# Anyphops barnardi
Espèce
Synonymes
- Selenops barnardi Lawrence, 1940

Anyphops barnardi est une espèce d'araignées aranéomorphes de la famille des Selenopidae.

## Distribution
Cette espèce se rencontre au Zimbabwe, en Afrique du Sud et au Mozambique.

## Description
La femelle holotype mesure 10,3 mm.

## Systématique et taxinomie
Cette espèce a été décrite sous le protonyme Selenops barnardi par Lawrence en 1940. Elle est placée dans le genre Anyphops par Benoit en 1968.

## Publication originale
- Lawrence, 1940 : « The genus Selenops (Araneae) in South Africa. » Annals of the South African Museum, vol. 32, p. 555-608 (texte intégral).